# 羽村純子
羽村 純子（はむら じゅんこ、1982年3月18日 - ）は、日本の女優。千葉県出身。	株式会社 Quick所属。

## 出演
役名の太字は主演作品。

### テレビドラマ
- 月曜ゴールデン 刑事シュート（2008年10月20日、TBS）
- ギラギラ（2008年10月17日 - 12月5日、朝日放送 / テレビ朝日） - 常連客 役
- 血液型別 オンナが結婚する方法 第2夜 「B型オンナが結婚する方法」 （2009年2月24日、フジテレビ） - 杉本成美 役
- ゴッドハンド輝（2009年4月11日 - 5月16日、TBS） - オペ看護師 役
- 任侠ヘルパー 最終話（2009年9月17日、フジテレビ） - 看護師 役
- アンタッチャブル〜事件記者・鳴海遼子〜（2009年10月16日 - 12月18日、朝日放送 / テレビ朝日） - 記者 役
- ブラッディ・マンデイ Season2（2010年1月30日 - 2010年3月20日、TBS） - J付き看護師 役
- チーム・バチスタ2 ジェネラル・ルージュの凱旋（2010年4月6日 - 6月22日、関西テレビ） - 工藤奈央 役
- チーム・バチスタSP2011〜さらばジェネラル！天才救命医は愛する人を救えるか〜（2011年1月2日、関西テレビ） - 工藤奈央 役
- 最上の命医（2011年1月10日 - 3月14日、テレビ東京） - 中西 役
- グッドライフ ありがとう、パパ。さよなら（2011年4月19日 - 5月31日、関西テレビ） - 真山雅 役[1]
- リバウンド（2011年4月27日 - 6月29日、日本テレビ） - エステティシャン 役
- 絶対零度 特殊犯罪潜入捜査 Case.8（2011年8月30日、フジテレビ） - 上村容子 役
- チーム・バチスタ3 アリアドネの弾丸（2011年8月30日、関西テレビ） - 工藤奈央 役
- DOCTORS〜最強の名医〜（2011年10月27日 - 12月15日、テレビ朝日） - オペ看護師 役
- 家政婦のミタ 最終話（2011年12月21日、日本テレビ） - 看護師 役
- 贖罪（2012年、WOWOW）
- 37歳で医者になった僕〜研修医純情物語〜（2012年4月10日 - 6月19日、関西テレビ） - 橋本奈美子 役
- アリスの棘（2014年4月11日 - 6月13日、TBS） - 新田早苗 役
- トクボウ 警察庁特殊防犯課 第4話（2014年4月24日、読売テレビ） - 木原聖子 役
- 刑事7人 第2シリーズ 第2話（2016年7月20日、テレビ朝日） - 秘書 役
- この世にたやすい仕事はない（2017年、NHK BSプレミアム）
- 仮面ライダーエグゼイド 第38話（2017年7月9日、テレビ朝日） - 看護師 役
- タリオ 復讐代行の2人 第1話（2020年10月9日、NHK総合・BS4K） - 高石の妻 役
- ドクターホワイト 第1話（2022年1月17日、関西テレビ・フジテレビ系）
- マイファミリー（2022年4月10日 - 、TBS）
- だが、情熱はある 第7話（2023年5月21日、日本テレビ） - リポーター 役
- この素晴らしき世界 第3話（2023年8月3日、フジテレビ） - 保育園のスタッフ 役
- アンチヒーロー 第4話・第5話（2024年5月5日・12日、TBS）[2]
- オクトー 〜感情捜査官 心野朱梨〜 Season2 第7話（2024年11月14日、読売テレビ・日本テレビ系） - インタビュアー 役][3]
- いつか、ヒーロー 第5話・第6話（2025年5月11日・18日、朝日放送テレビ・テレビ朝日） - 赤山誠司の母 役[4]

### 映画
- TWILIGHT FILE 「月光」（2005年10月8日、MIRAI） - 佐伯小夜 役[5]（2004年制作）
- 極道の妻たち 情炎（2005年3月26日、東映ビデオ）
- かさぶた姫（2009年1月24日、エイベックス・エンタテインメント）